# Ulrich von Znaim
Ulrich von Znaim (tschechisch Oldřich ze Znojma) († nach 1433), war tschechischer Priester und Reformator.
Er gehörte zu einer der führenden Persönlichkeiten der Hussitenbewegung. Der Pfarrer von Tschaslau wurde von den ostböhmischen Waisen als Vertreter und Verfechter der reformatorischen Lehre ausgewählt und als Verteidiger der Lehre zum Konzil von Basel gesandt. Er trat gemeinsam mit Jan Rokycana auf, der die Abendmahllehre verteidigte, dem Bischof der Taboriten Nikolaus von Pelgrims, der sich mit der Bestrafung von Sünden auseinandersetzte und dem Meister der Universität von Oxford Peter Payne genannt Engliš, der sich für den Verbot der weltlichen Herrschaft der Kirche einsetzte. Sein Opponent im Konzil war der deutsche Dominikaner und Inquisitor Heinrich Kalteisen. Ulrich konnte sich mit seiner schwungvollen Rede, in der er Predigten des Meisters Jan Hus verwendete, die dieser selbst im Konzil von Konstanz nicht vorbringen konnte, nicht durchsetzen. In allen emotional geladenen Disputen soll der Vertreter der Waisen überlegt und höchst kompetent aufgetreten sein. Nach dem Konzil von Basel verschwand sein Name jedoch aus den Annalen der böhmischen Geschichte.